# Pontificio Consejo para las Comunicaciones Sociales
El Pontificio Consejo para las Comunicaciones Sociales (Pontificium Consilium de Communicationibus Socialibus) fue un organismo de la Curia Romana. Establecido por primera vez en 1948, por el Papa Pío XII, posteriormente se le dio mayor jurisdicción y nuevos nombres por los papas sucesivos, más recientemente por el papa Juan Pablo II, en 1988. Era responsable de utilizar las diversas formas de los medios de comunicación para la difusión del Evangelio. Fue suprimido en 2016 e integrado en la Secretaría para la comunicación.

## Rol
De acuerdo con el artículo 169 de la Constitución Apostólica sobre la Curia Romana, el Pastor Bonus, promulgada por Juan Pablo II el 28 de junio de 1988: "El Pontificio Consejo para las Comunicaciones Sociales está involucrado en cuestiones relativas a los medios de comunicación social, por lo que, también por estos medios, el progreso humano y el mensaje de salvación a fomentar la civilización y las costumbres". El artículo 170 también establece que: "La tarea principal de este Consejo es estimular y apoyar de forma oportuna y adecuada la acción de la Iglesia y sus miembros en las múltiples formas de comunicación social. Se encarga de ver que los periódicos y revistas así como películas y programas de radio o televisión, estén cada vez más imbuidos de un espíritu humano y cristiano".

## Historia

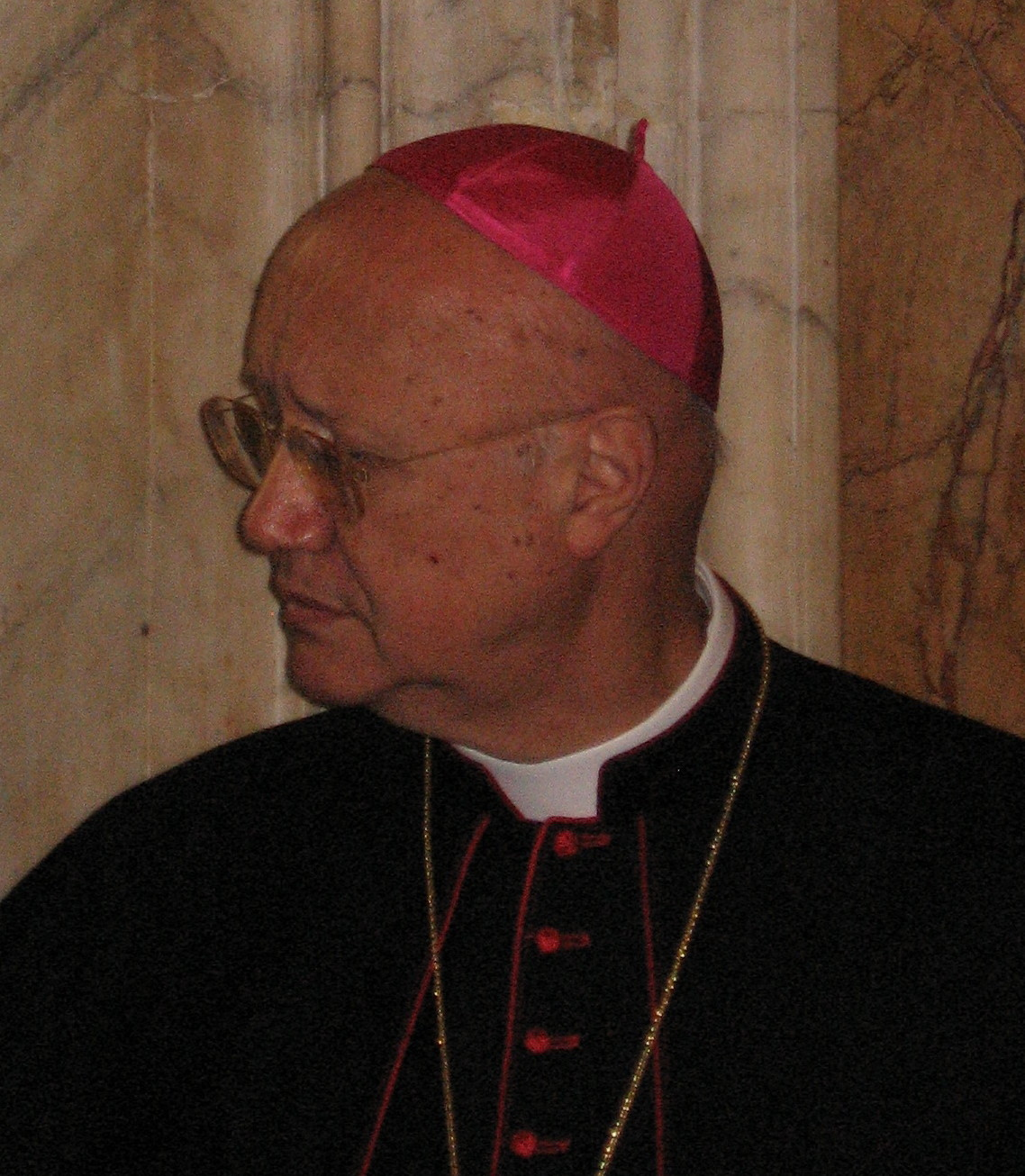
Claudio Maria Celli, actual presidente.

El Pontificio Consejo para las Comunicaciones Sociales empezó como la Pontificia Comisión para el Estudio y Evaluación Eclesiástica de las Películas de Temas Religiosos o Morales, establecida el 30 de enero de 1948 por la Secretaría de Estado del Papa Pío XII. Monseñor Martin John O'Connor fue nombrado su Presidente y sus cuatro miembros originales, Maurizio Raffa (en representación de la Sagrada Congregación del Consejo), Fernando Prosperi (representante de la Catholique International du Cinématographe y secretario provisional de la nueva Comisión), Giacomo Ibert y Ildo Avetta. La Comisión, en esa primera época, se encontraba en una habitación individual en el Palazzo San Carlo en la Ciudad del Vaticano.
El 17 de septiembre de 1948, Pío XII aprobó los estatutos de esta nueva oficina Curial, que pasó a llamarse entonces, la Comisión Pontificia para Cinematografía Educacional y Religiosa.

## Publicaciones
- Temas candentes. Respeto a la vida. Pornografía y violencia - Vida artificial - Homosexualidad. Ciudad del Vaticano: Ediciones Paulinas / Editorial Salesiana (1989)[2]

## Lista de Presidentes del Consejo Pontificio para las Comunicaciones Sociales
- Martin John O'Connor (1948–1971)
- Agostino Ferrari Toniolo (Pro-Presidente, 1969–1971)
- Edward Louis Heston, CSC (1971–1973)
- Andrzej Maria Deskur (1973–1984)
- John Patrick Foley (1984–2007)
- Claudio Maria Celli (2007–2016)